# Massimo Busacca
Massimo Busacca (født 6. februar 1969 i Bellinzona i Schweiz) er en tidligere schweizisk fodbolddommer. Busacca tilhørte UEFAs elitedommere og han dømte kampe i blandt andet Europa League og Champions League. Desuden deltog han ved tre af de store slutrunder (VM 2006, EM 2008 og VM 2010).
Han stoppede sin karriere som 42 årig efter sæsonen 2010/11, hvor det blev annonceret at han overtager posten som chef for FIFAs dommerafdeling.

## Karriere
Busacca dømte UEFA Cup finalen 2007 mellem Sevilla FC og RCD Espanyol.
12. september 2007 dømte han EM-kvalifikationskampen mellem Norge og Grækenland på Ullevaal Stadion. Kampen endte 2–2.
Busacca blev 19. december 2007 udtaget til at dømme ved EM i fodbold 2008 i hjemlandet Schweiz og nabolandet Østrig.
Han dømte UEFA Champions League finalen 2009. Busacca blev i 2009 kåret som verdens bedste dommer.

### VM 2006
- Spanien – Ukraine  (gruppespil)
- Sverige – England  (gruppespil)
- Argentina – Mexico  (ottendedelsfinale)

### EM 2008
- Grækenland – Sverige  (gruppespil)
- Holland – Rumænien  (gruppespil)
- Tyskland – Tyrkiet  (semifinale)

### VM 2010
- Sydafrika – Uruguay  (gruppespil)